# دونغ تشاو
دونغ تشاو (بالصينية: 董超) هو لاعب رماية صيني، ولد في 13 ديسمبر 1985.